# 広瀬まのか
広瀬 まのか（ひろせ まのか、2005年7月4日 - ）は、日本のファッションモデル。東京都出身。エヴァーグリーン・エンタテイメント所属。

## 略歴
第21回ニコラモデルオーディションでグランプリを受賞、ニコラ2017年10月号より同誌専属モデル（ニコモ）となる。2019年4月号で初表紙を飾る。2021年2月よりワイモバスマホ部の部長を務める。2022年3月29日、ニコラの公式ユーチューブチャンネル「ニコラTV」でライブ配信された「ニコラオンライン卒業式2022」でニコラを卒業。
2021年11月より日本テレビのバラエティ番組『超無敵クラス』に不定期出演し、レポーターなどを務める。
Seventeenの専属モデルオーディション「ミスセブンティーン2022」に応募する。2022年8月25日、26日にLINE CUBE SHIBUYA（渋谷公会堂）で「Seventeen夏の学園祭2022」が開催され、その初回公演で広瀬を含む5名が「ミスセブンティーン2022」の合格者としてお披露目された。
2025年2月15日、Seventeenの専属モデルを卒業。

## 人物
- ピアノとモダンバレエを特技としている[1]。
- 小学校6年生の頃、初めてニコラを知った[4]。
- ニコモ当時、アニメーション映画『ブルーサーマル』のアフレコに参加したことがある[17]。
- 憧憬の人はBLACKPINKのリサである[18]。

## 出演

### テレビ番組
- 超無敵クラス（2021年11月30日 - 2025年3月30日、日本テレビ）[19][20][21]

### ランウェイ
- Rakuten GirlsAward 2023 AUTUMN/WINTER（2023年9月30日、幕張メッセ）[22]

### CM
- ロート製薬 メンソレータム アクネス（2020年）※WEB CM[23][24][25]

## 書籍

### 雑誌
- nicola（2017年10月号 - 2022年4月号、新潮社） - 専属モデル[4]
- Seventeen（2023冬号（発売日2022年12月1日) - 2025年2月15日、集英社） - 専属モデル[26]